# Pedro Silva Calderón
Pedro Alejandrino Silva Calderón (Santiago, 18 de noviembre de 1893-ibíd, 9 de marzo de 1967) fue un policía chileno. Se desempeñó como general director de Carabineros de Chile desde 1942 hasta 1944.

## Familia y estudios
Nació en la comuna santiaguina de Recoleta, el 18 de noviembre de 1893; siendo el tercero de los seis hijos del matrimonio formado por Pedro Silva Alarcón y Carmela Calderón Maldonado. Realizó sus estudios secundarios en el Liceo Valentín Letelier de Santiago.
Se casó con María Josefa de los Ángeles Gordillo García, con quien tuvo dos hijos: Pedro Alejandro y Raúl.
Falleció el 9 de marzo de 1967, en el Hospital de Carabineros ubicado en la comuna de Ñuñoa, siendo sepultado en el Cementerio General de Santiago.

### Historial militar
Su historial de ascensos en Carabineros de Chile fue el siguiente:
- 1927: Mayor
- 1929: Teniente coronel
- 1938: Coronel inspector
- 1942: General director

## Condecoraciones
- Medalla de Plata por 20 años de servicio en Carabineros de Chile (1930).
- Estrella de Oro por 25 años de servicio en Carabineros de Chile (1935).
- Estrella de Oro por 30 años de servicio en Carabineros de Chile (1940).